# Эскру
Эскру́ (фр. Escroux, окс. La Capèla d'Escrós) — коммуна во Франции, находится в регионе Юг — Пиренеи. Департамент — Тарн. Входит в состав кантона От-Тер-д’Ок. Округ коммуны — Кастр.
Код INSEE коммуны — 81085.

## География

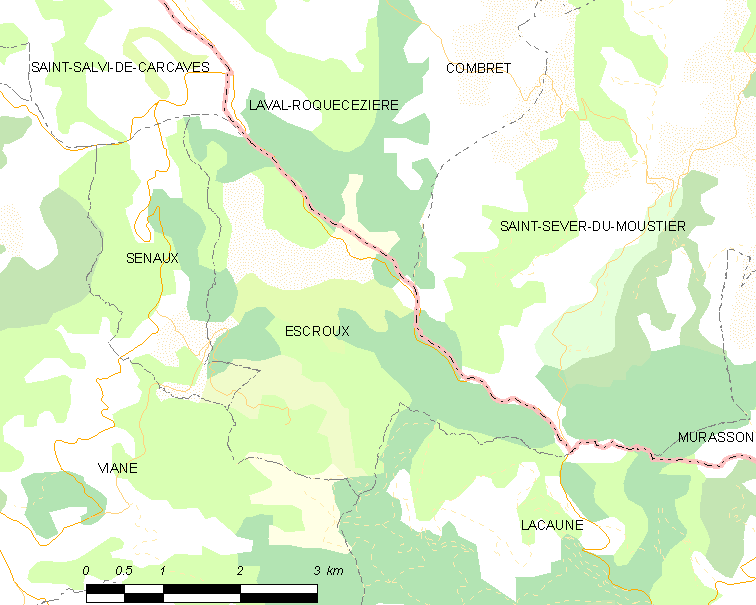
Карта коммуны

Коммуна расположена приблизительно в 570 км к югу от Парижа, в 100 км восточнее Тулузы, в 45 км к юго-востоку от Альби.

## Климат
Климат умеренно-океанический. Зима мягкая и дождливая, лето жаркое с частыми грозами. Ветры довольно редки.

## Население
Население коммуны на 2010 год составляло 49 человек.
| 1962 | 1968 | 1975 | 1982 | 1990 | 1999 | 2010 |
| ---- | ---- | ---- | ---- | ---- | ---- | ---- |
| 184  | 114  | 82   | 71   | 62   | 53   | 49   |

## Администрация
| Период | Период | Фамилия      | Партия | Примечания |
| ------ | ------ | ------------ | ------ | ---------- |
| 2001   | 2008   | Марен Никуло |        |            |
| 2008   | 2020   | Франсуа Кро  |        |            |

## Экономика
В 2007 году среди 29 человек в трудоспособном возрасте (15—64 лет) 17 были экономически активными, 12 — неактивными (показатель активности — 58,6 %, в 1999 году было 60,0 %). Из 17 активных работали 17 человек (9 мужчин и 8 женщин), безработных не было. Среди 12 неактивных 2 человека были учениками или студентами, 5 — пенсионерами, 5 были неактивными по другим причинам.